# Kinas polarforskningsinstitut

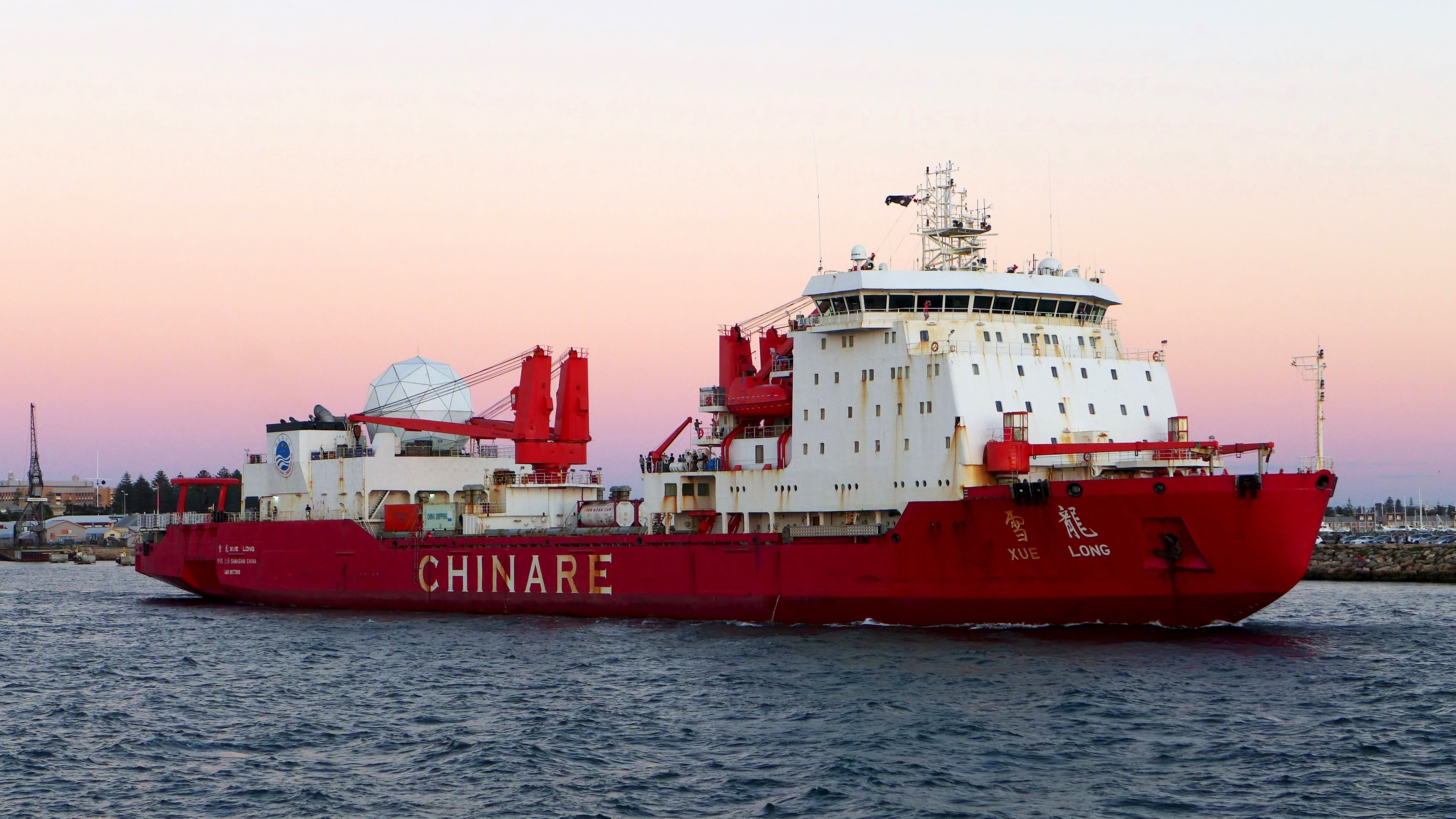
Xue_Long

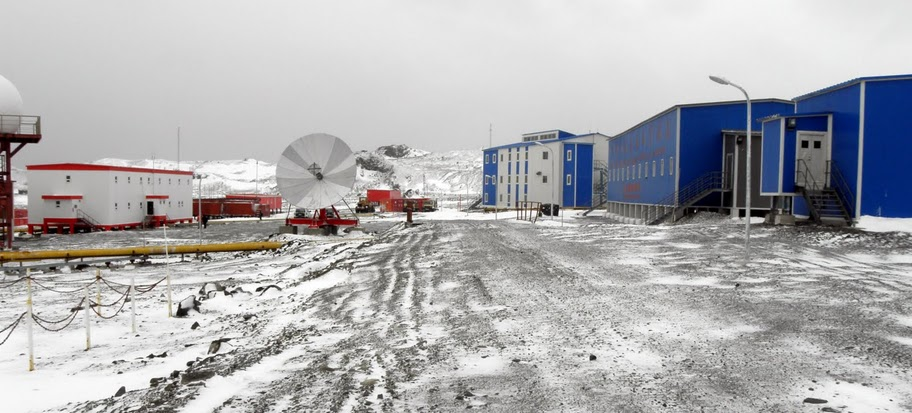
Great Wall Station i Antarktis

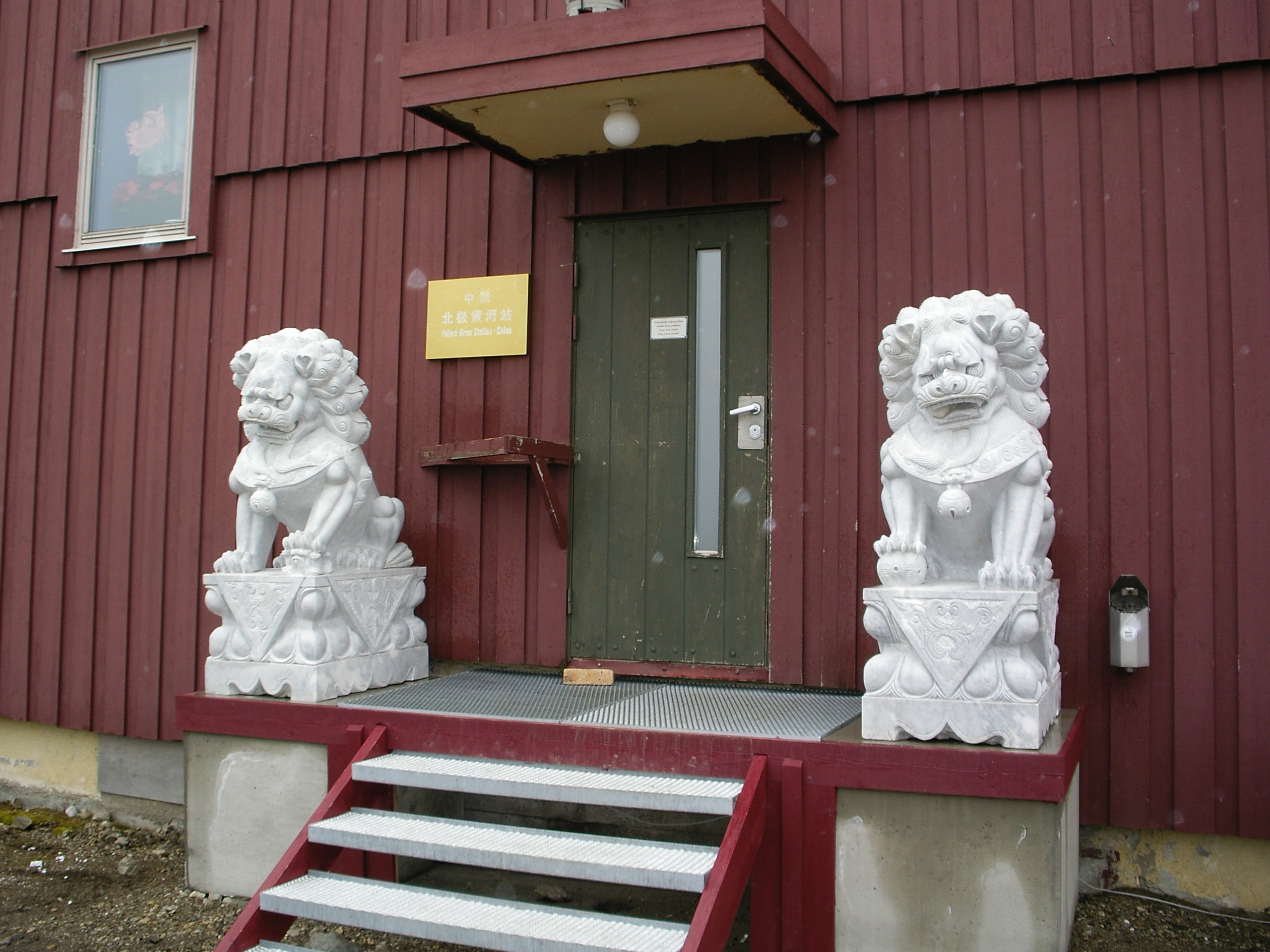
Arktiska Gula flodenstationen i Ny-Ålesund i Svalbard

Kinas polarforskningsinstitut (kinesiska: 中国极地研究中心, pinyin: Zhōngguó Jídì Yánjiū Zhōngxīn; engelska: Polar Research Institute of China, förkortat PRIC) är en kinesisk polarforskningsorganisation som grundades 1989, och som har sitt huvudkontor i Shanghai. Det driver fem forskningsstationer: 
- Arktiska Gula flodenstationen i Ny-Ålesund i Svalbard (öppnad den 28 juli 2004)
- Zhongshan i Larsemann Hills i östra Antarktis (öppnad i februari 1989)
- Great Wall på King George Island i västra Antarktis (öppnad i februari 1985)
- Kunlun på Dome A på Antarktisplatån (öppnad den 27 januari 2009)
- Taishan på Antarktisplatån (öppnad den 8 februari 2014)

Isbrytaren Xue Long ("Snödraken") assisterar också forskningen.